# 山村裕也
山村 裕也（やまむら ひろや、1987年6月24日 - ）は、日本のプロ野球審判員。審判員袖番号は18（2016年までは56）。父は元プロ野球選手、元プロ野球審判員の山村達也。元プロ野球選手であり、現役時代のポジションは捕手。

## 経歴
八木学園高等学校時代は高校通算34本塁打、強肩強打の捕手として活躍。高校卒業後は大阪商業大学に進む。大阪商業大学硬式野球部時代は関西六大学リーグで4回ベストナインに選出され、NPBドラフト指名候補と目されるも、指名はかなわなかった。
2010年2月には、フィラデルフィア・フィリーズとマイナー契約を結ぶと発表されたが頓挫し、同年四国・九州アイランドリーグ（2011年より四国アイランドリーグplus）の徳島インディゴソックスに入団。入団2年目には前期の一時期、故障により練習生降格も経験したが、チーム初のリーグ優勝に貢献し、リーグチャンピオンシップ（香川オリーブガイナーズと対戦）ではMVPに選ばれた。リーグのベストナインには2年連続で選ばれている。当時は再度NPBドラフト指名候補にも挙げられた。しかし、石川ミリオンスターズと対戦したグランドチャンピオンシップの第1戦で守備中のスライディングにより、左膝の半月板を損傷。シリーズ終了後、手術が必要という診断を受けたことから現役続行を断念し、審判員に転身した。
2012年2月6日にNPBと審判契約を結び、NPB初の「親子二代の審判員」となった。審判1年目のインタビューでは、捕手出身なので球審は落ち着くが塁審は慣れないと述べていた。
6年目となる2017年4月29日のオリックス・バファローズ対福岡ソフトバンクホークス戦（大阪ドーム）に三塁塁審として一軍公式戦初出場を果たした。2018年より球審もおこなう。
2018年5月1日のオリックス・バファローズ対埼玉西武ライオンズ戦（大阪ドーム）における走者と捕手の接触プレーへの対応を評価され、シーズン終了後にファインジャッジ賞を受賞している（受賞者4人の中で最年少）。
2024年にはオールスター初出場を果たし、第1戦（7月23日、エスコンフィールドHOKKAIDO）で球審を務めた。

## 注目を集めた判定
- 2018年5月1日 オリックス対埼玉西武 4回戦（京セラD） 球審

6回裏、一死一塁、打者・若月選手（オリックス）が捕手と接触、瞬時に規則を適用しアウトを宣告。その後の走者の位置、場内放送による説明も全て1人でこなした。シーズン終了後にファインジャッジ賞を受賞している。
- 2021年9月3日 中日対横浜DeNA（バンテリン） 二塁塁審

7回裏、一死走者二塁、遊撃手の前に上がった打球を処理しようとしたところ、二塁走者が、遊撃手の守備の妨げとなった。二塁塁審の山村は即座に守備妨害を宣告し、二塁走者をアウトとした。攻撃側監督への説明も場内放送も的確に行った。シーズン終了後にファインジャッジ賞を受賞している。

## 詳細情報

### 独立リーグでの打撃成績
出典はリーグウェブサイトの各年度個人成績。
| 年 度     | 球 団     | 試 合 | 打 席 | 打 数 | 得 点 | 安 打 | 二 塁 打 | 三 塁 打 | 本 塁 打 | 打 点 | 盗 塁 | 犠 打 | 犠 飛 | 四 球 | 死 球 | 三 振 | 打 率 | 出 塁 率 | 長 打 率 |
| --------- | --------- | ----- | ----- | ----- | ----- | ----- | -------- | -------- | -------- | ----- | ----- | ----- | ----- | ----- | ----- | ----- | ----- | -------- | -------- |
| 2010      | 徳島      | 71    | 262   | 231   | 26    | 59    | 10       | 6        | 2        | 46    | 11    | 2     | 6     | 19    | 4     | 38    | .255  | .315     | .377     |
| 2011      | 徳島      | 44    | 162   | 141   | 27    | 45    | 11       | 2        | 2        | 23    | 6     | 3     | 0     | 14    | 4     | 29    | .319  | .396     | .468     |
| 通算：2年 | 通算：2年 | 115   | 424   | 372   | 53    | 104   | 21       | 8        | 4        | 69    | 17    | 5     | 6     | 33    | 8     | 67    | .280  | .346     | .411     |

### 背番号
- 29（2010年 - 2011年）

## 審判出場記録
- 初出場：2017年4月29日、オリックス対ソフトバンク4回戦（京セラドーム）、三塁塁審。
- 出場試合数：351試合
- オールスター出場：1回（2024年）
- 日本シリーズ出場：なし

（記録は2024年シーズン終了時）

## 表彰
- ウエスタン・リーグ優秀審判員：1回（2016年）
- ファインジャッジ賞：2回（2018年・2021年）

（記録は2021年シーズン終了時）